# L'Ofrena musical
L'Ofrena Musical (en alemany: Musikalisches Opfer or Das Musikalische Opfer), BWV 1079, és una de les darreres obres instrumentals del compositor Johann Sebastian Bach.
Aquesta obra consta d'una sèrie de complicats cànons i fugues, inspirats tots ells en un mateix tema musical.

## Gènesi de l'obra
El maig de 1747, Bach viatjà a Potsdam a visitar el seu fill Carl Philipp Emanuel Bach, clavecinista del rei de Prússia. Hom explica que quan Bach arribà a palau, va ser conduït immediatament a la presència del rei Frederic el Gran, que era un excel·lent músic. El rei va convidar Bach a improvisar al clavecí sobre un complicat tema musical (suposadament de la seva invenció) per tal de demostrar als presents fins on arribava el seu saber. Bach va fer i desfer durant molta estona sobre aquell complicat tema. Quan va acabar, va dir al rei que, amb una mica de temps, es podia anar molt més enllà i li va prometre que, tal com tornés a Leipzig, començaria la composició d'una sèrie de cànons i fugues sobre aquell mateix tema. Així ho va fer, i va nàixer la genial Ofrena Musical BWV 1079, obra mestra del contrapunt només superada per la següent i darrera gran obra de Bach: L'art de la fuga.

## El Tema
El tema musical que inspira l'Ofrena Musical consta de 21 notes i és de caràcter cromàtic, no gaire susceptible de ser tractat de manera fuguística i, per tant, amb tot l'aspecte de ser un subtil parany musical ideat per a posar a prova el talent de Bach. És possible que el creador del tema no fos realment el rei Frederic sinó algun dels seus músics, potser Johann Joachim Quantz.

## Moviments
L'Ofrena Musical BWV 1079 consta dels següents moviments:
1. Ricercare a 3 voci, per a clavecí.
2. Canon perpetuus super thema regium, per a instruments de corda.
5 Canones diversi super thema regium:
3a. Canon a 2, per a instruments de corda.
3b. Canon a 2, per a 2 violins a l'uníson.
3c. Canon a 2, per motum contrarium, per a instruments de corda.
3d. Canon a 2, per augmentationem, contrario motu, per a instruments de corda.
3e. Canon a 2, per tonos, per a instruments de corda.
4. Fuga canonica in Epidiapente, per a instruments de corda.
5. Ricercare a 6, per a clavecí.
6. Canon a 3 (Quaerando invenietis / Buscant, trobareu) per a clavecí.
7. Canon a 4, per a clavecí.
8. Trio per a flauta, Violí i Baix Continu: I. Largo - II. Allegro - III. Andante (Mi bemoll major) - IV. Allegro
9. Canone perpetuo, per a flauta, violí i baix continu.

## Curiositats
La cineasta suïssa Dominique de Rivaz plasmà la seva particular versió de la trobada entre Bach i el rei Frederic al film El meu nom és Bach (Mein name ist Bach) (2003).